# غريت غريمبسي (دائرة انتخابية في المملكة المتحدة)
غريت غريمبسي (بالإنجليزية: Great Grimsby)‏ هي إحدى الدوائر الانتخابية في المملكة المتحدة الممثلة في مجلس العموم في برلمان المملكة المتحدة.
عضو البرلمان الذي يمثلها حالياً هو :Mr Austin Mitchell (Lab).